# Henrik 2. af Navarra
Henrik 2., også kendt som Henri d'Albret, (18. april 1503 – 25. maj 1555) var konge af Navarra fra 1517 til 1555.
Han var søn af dronning Katarina af Navarra, gift med Marguerite de Navarre og far til Johanne 3. af Navarra.